# 米哈伊尔·拉夫连季耶夫
米哈伊尔·阿列克谢耶维奇·拉夫连季耶夫（俄语：Михаи́л Алексе́евич Лавре́нтьев，1900年11月19日—1980年10月15日）苏联的数学家、力学家、科学院院士，被称为“西伯利亚科学之父”。国际小行星命名中心用他名字为第7322科小行星命名。

## 生平
1900年，出生于喀山。
1922年，毕业于莫斯科大学。
1929年，为教授。
1935年，工作在苏联科学院斯捷克洛夫数学研究所。
1946年，任乌克兰科学院副院长。
1949年，任精密机械和计算技术研究所所长。
1952年，入党。
1957年，任苏联科学院西伯利亚分院院长。
1961年，为苏共中央候补委员。
1975年，任苏联科学院副院长。
1980年，去世。